# Eunymphicus
Eunymphicus Peters, 1937 è un genere di uccelli della famiglia degli Psittaculidi.

## Tassonomia
Comprende le seguenti specie:
- Eunymphicus cornutus (J.F.Gmelin, 1788) - parrocchetto cornuto
- Eunymphicus uvaeensis (E.L.Layard & E.L.C.Layard, 1882) - parrocchetto di Uvea